# María Rosa Figueroa Romero
María Rosa Figueroa Romero ( 1945 - 2008 ) fue una naturalista, botánica, curadora, y profesora argentina. Fue Jefa del Laboratorio de Taxonomía Vegetal Fanerogámica del Área Botánica de la Fundación Miguel Lillo.

## Algunas publicaciones
- maría r. Figueroa Romero, nora Muruaga, berta estela Juárez, maría elena Mendiondo. 2004. «Estudios preliminares de los flavonoides foliares y florales de Jaborosa rotacea (Lillo) Hunz. et Barboza (Solanaceae)». Lilloa 41 (1-2)

- ----------------------------------, ----------------. 2004. «Sobre Lycianthes lycioides y L. asarifolia (Solanaceae) en Tucumán». Lilloa 41 (1-2)

- silvia e. Gómez, maría rosa Figueroa Romero. 1995. «Cissus palmata var. balansaeana (Vitaceae) en Tucumán». Lilloa 38 (2)

## Honores
Miembro
- Sociedad Argentina de Ciencias Naturales
- Sociedad Argentina de Botánica

- La abreviatura «Fig.Romero» se emplea para indicar a María Rosa Figueroa Romero como autoridad en la descripción y clasificación científica de los vegetales.[1]